# گنجشک چکاوکی
گنجشک چکاوکی (نام علمی: Chondestes grammacus) نام یک گونه از تیره زردپره‌ایان است.